# Out of My Mind
Singles de Duran Duran
White Lines (Don't Do It)
(1995) Electric Barbarella
(1997)
Out of My Mind  est une chanson du groupe anglais Duran Duran, sortie en single en 1997. C'est le premier extrait de Medazzaland, 9e album studio du groupe, également sorti en 1997. La chanson est cependant éditée comme single de la bande originale du film Le Saint (1997).

## Historique
Durant le développent de l'album Medazzaland, Simon Le Bon écrit Out Of My Mind comme le dernier volet de sa trilogie de chansons consacrées à son ami David Miles, après Do You Believe in Shame? et Ordinary World.
Après que l'album est terminé, Capitol Records envoie plusieurs chansons à des studios de cinéma dans l'espoir que le groupe soit choisi pour être inclus dans un blockbuster. En janvier, Paramount Pictures exprime son intérêt pour Out Of My Mind, qui apparaît finalement dans Le Saint, adaptation de la série télévisée britannique du même nom.
En mars 1997, la bande originale et le single Out Of My Mind sont commercialisés à l'international par Virgin Records, ce qui en fait la première sortie de Duran Duran (single ou album) a ne pas être publiée par EMI / Parlophone (ou Capitol / EMI en Amérique du Nord). Virgin était cependant une filiale d'EMI à l'époque.

## Clip
Le clip est réalisé par Dean Karr. Il est tourné en février 1997 dans le château de la ville de Český Krumlov en République tchèque. On y retrouve de nombreux effets spéciaux, dont des maquillages sophistiqués pour vieillir le chanteur Simon Le Bon tout au long de la vidéo.

## Liste des titres
| 1. Out Of My Mind (version album) (4:15) 2. Silva Halo (2:24) 3. Sinner or Saint (4:06) 4. Out Of My Mind (electric remix) (4:25) 1. Out Of My Mind (perfecto radio edit) (3:46) 2. Out Of My Mind (perfecto mix) (5:51) 3. Out Of My Mind (perfecto instrumental) (5:47) 4. Out Of My Mind (perfecto dub 1) (6:41) | 1. Out of My Mind (Metropolis Remix) (4:28) 2. Sinner or Saint (4:07) 1. Out Of My Mind (perfecto mix) (5:51) 2. Out Of My Mind (perfecto instrumental) (5:47) 3. Out Of My Mind (perfecto dub 1) (6:41) 4. Out Of My Mind (perfecto dub 2) (6:25) |

## Crédits
Duran Duran :
- Nick Rhodes : claviers
- Simon Le Bon : chant principal
- Warren Cuccurullo : guitare, guitare basse

Autres
- Dave DiCenso : batterie
- Talvin Singh : tabla, santour